# Недоторканий (фільм, 2019)
«Недоторканий» (англ. Untouchable) — британський документальний фільм 2019 року про кінопродюсера Гарві Вайнштейна та звинувачення в сексуальному насильстві, пов’язані з ним. Режисеруою виступила Урсула Макфарлейн.

## Зміст
Фільм зосереджений на інтерв’ю з обвинувачами Вайнштейна, включаючи Розанну Аркетт, Пас де ла Уерта та Еріку Розенбаум.

## Опитувані
Нижче наведено список людей, які були опитані, в алфавітному порядку:
- Розанна Аркетт
- Кен Аулетта
- А. Дж. Бенза
- Майк Боді
- Гоуп Ексінер Д'Аморе
- Кеті Деклезіс
- Кейтлін Дулані
- Еббі Екс
- Ронан Ферроу
- Марк Ґілл
- Луїза Годболд
- Ендрю Голдман
- Пас де ла Уерта
- Джоді Кантор
- Наннет Клатт
- Джек Лехнер
- Кім Мастерс
- Лаурен ОьКоннор
- Міккеї Остеррейчер
- Зельда Перкінс
- Еріка Росенбаум
- Ехн Шмідт
- Ребекка Трайстер

- Меган Туї

Архівне відео (в титрах не вказано)У фільмі також були задіяні актори та акторки, які виступають у ролі самих себе — і щодо яких використано архівний матеріал. Серед появ: Бен Аффлек, Джилліан Андерсон, Азія Ардженто, Кейт Бекінсейл, Роберто Беніньї, Жульєт Бінош, Том Круз, Пенелопа Крус, Ума Турман, Ніколь Кідман та інші.

## Випуск
Фестивальний дебют фільму на кінофестивалі Санденс 2019 супроводжувався придбанням прав на розповсюдження Hulu, яка випустила фільм 2 вересня 2019 року .

## Рецепція
На вебсайті агрегатора рецензій Rotten Tomatoes рейтинг схвалення фільму становить 87% на основі 53 рецензій. Консенсус вебсайту говорить: «Хоча наступні документальні фільми на цю тему можуть бути більш вичерпними, Недоторканий пропонує карколомний погляд на жахливі зловживання владою».Пишучи для Entertainment Weekly, Лія Грінблатт назвала фільм «методичним знімком, який неможливо пропустити».
Шерон Ваксман з TheWrap написала: «Фільм режисерки Урсули Макфарлейн найкраще вміє розміщувати скандал із Вайнштейном у контексті, повертаючись до перших років життя Боба та Гарві, двох братів, які намагаються кинути виклик усталеним параметрам голлівудського кіно, роблячи сміливі рішення та підтримуючи сміливого письменника».

## Зовнішні посилання
- Untouchable на сайті IMDb (англ.)
- Sundance Festival page